# Marie-Euphrasie Pelletier
Pour les articles homonymes, voir Sainte Euphrasie et Pelletier (homonymie).
Marie-Euphrasie Pelletier, née à Noirmoutier-en-l'Île (Vendée) le 31 juillet 1796 et morte à Angers (Maine-et-Loire) le 24 avril 1868, est une religieuse française, fondatrice de la congrégation de Notre-Dame de Charité du Bon Pasteur pour aider les femmes et les enfants en difficulté. Elle est béatifiée en 1933 et canonisée en 1940.

## Biographie
Marie-Euphrasie Pelletier, née Rose-Virginie Pelletier, est la fille d'un médecin  emprisonné sous la Révolution. Elle est religieuse à Tours en 1814, au couvent du Refuge, dans un ordre religieux, l'Ordre de Notre-Dame de Charité, fondé en 1641 par saint Jean Eudes, elle en devient la mère supérieure à l'âge de vingt-neuf ans et donne un nouvel élan à sa communauté,.
Elle fonde une congrégation religieuse autonome à Angers la congrégation de Notre-Dame de Charité du Bon Pasteur qui est approuvée à Rome en 1835,.

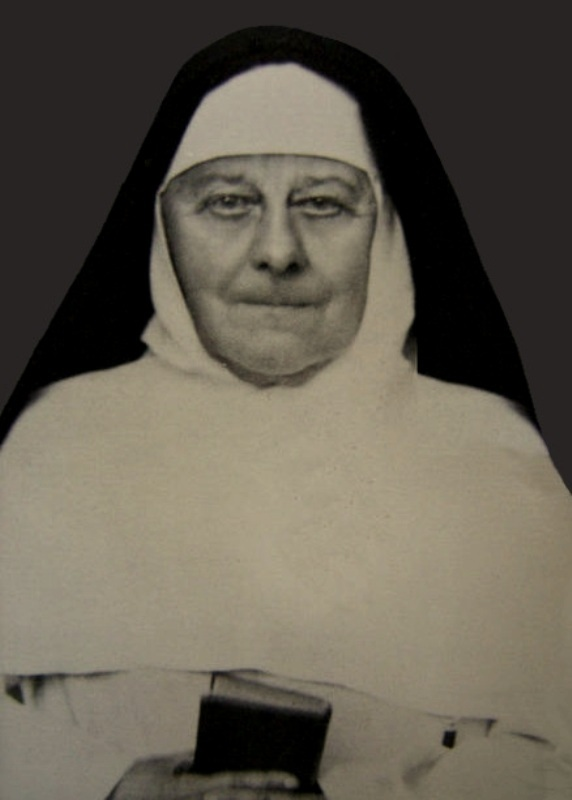
Sainte Marie-Euphrasie Pelletier en 1860.
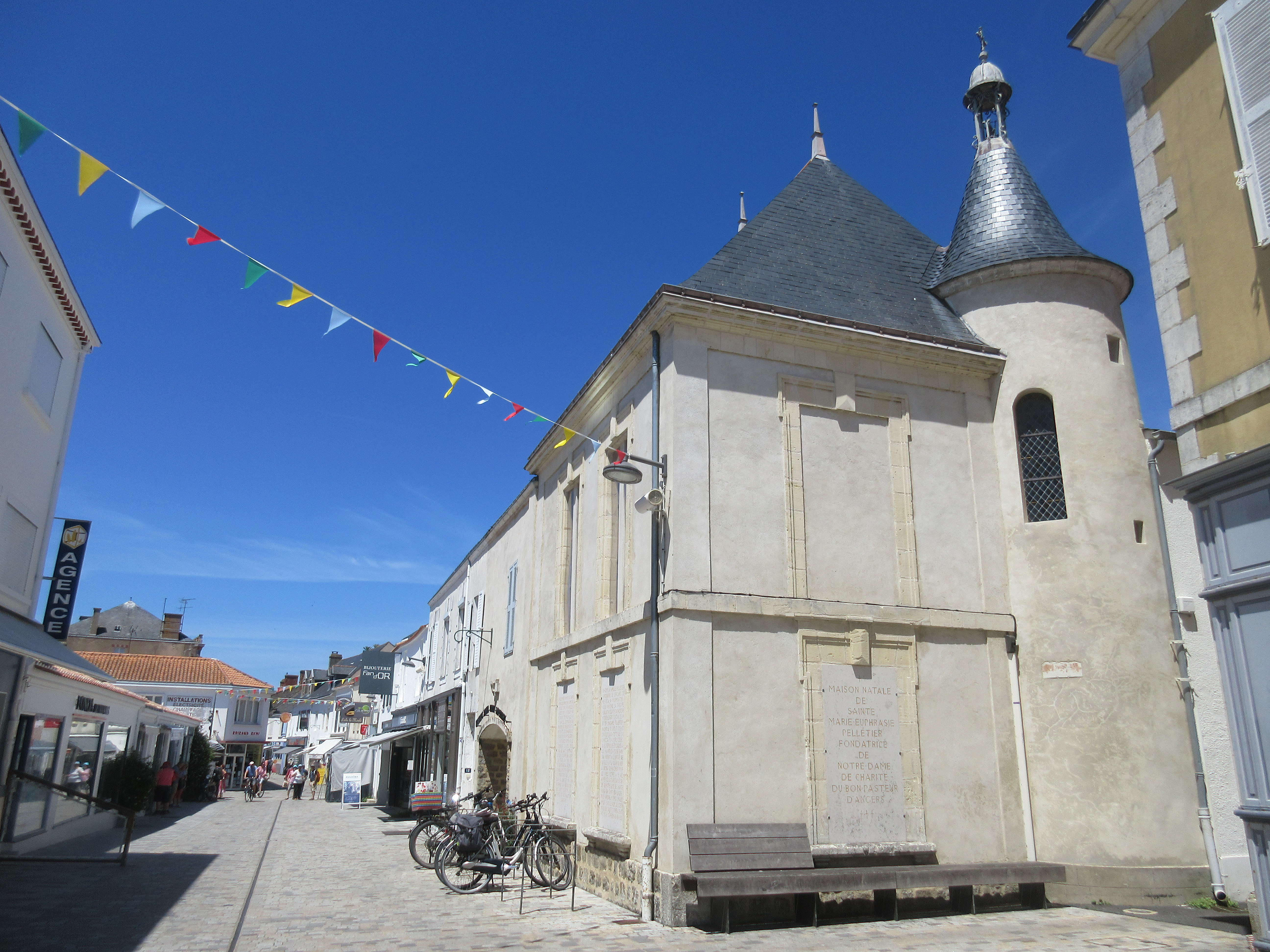
Maison natale de Marie-Euphrasie Pelletier à Noirmoutier-en-l'Île.
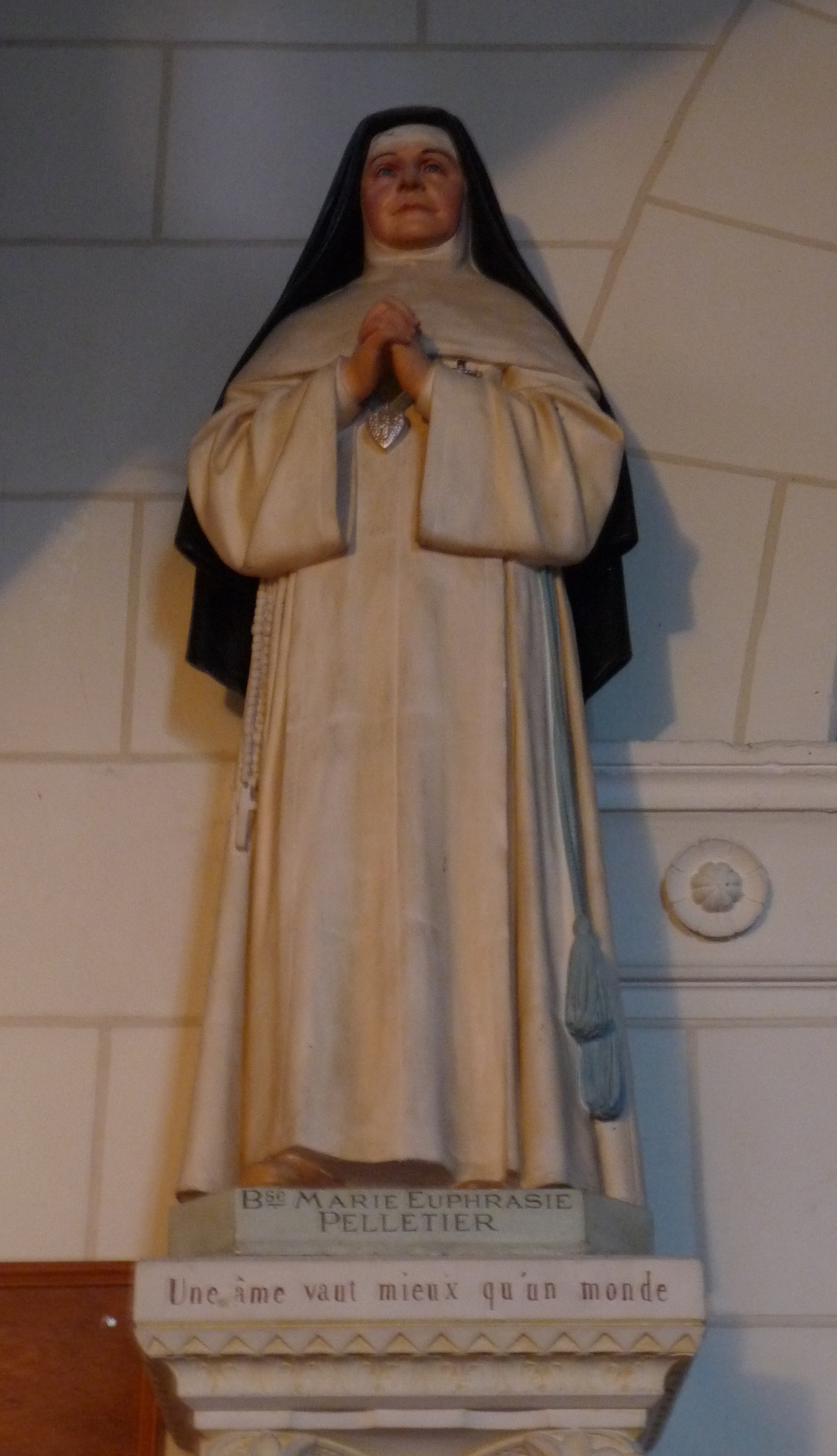
Statue de sainte Marie-Euphrasie Pelletier dans l'église des Verchers-sur-Layon.

## Religion
Sa spiritualité, inspirée de l'ordre du Carmel, est partagée par deux groupes au sein de la congrégation : les sœurs contemplatives du Bon-Pasteur et les sœurs apostoliques du Bon-Pasteur qui prennent en charge et apportent leur soutien aux femmes et enfants blessés par les circonstances de la vie.
Au XXIe siècle les sœurs du Bon-Pasteur sont quatre mille, dans soixante-dix pays.

### Béatification et canonisation
Marie-Euphrasie Pelletier est une sainte de l'Église catholique, béatifiée par Pie XI en 1933 et canonisée par Pie XII le 2 mai 1940.

### Fête
Sa fête est fixée au 24 avril d’après le martyrologe romain.